# Innesto FL
Con innesto FL si intende il secondo sistema di innesto tra fotocamera SLR ed obiettivo introdotto da Canon in ordine di tempo. Con esso viene introdotta la preselezione del diaframma, resa possibile da un collegamento meccanico tra corpo macchina e obiettivo inserito appositamente. 
Usa il medesimo tipo di innesto breech-lock del precedente attacco Canon R, così come il successivo attacco FD, che lo sostituisce.

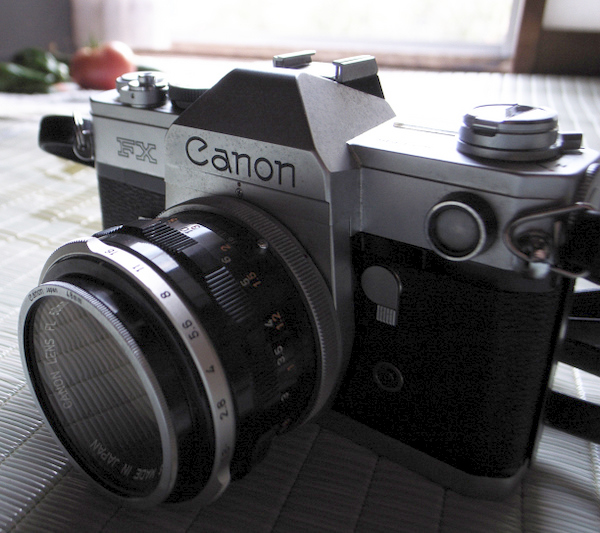
Fotocamera Canon FX con obiettivo FL

## Storia
L'attacco FL compare nel maggio 1964 e verrà rimpiazzato dall'attacco Canon FD nel 1971. Alcuni obiettivi FL, poiché compatibili anche con quest'ultimo sistema pur con alcune limitazioni funzionali, rimangono comunque ancora per qualche tempo in produzione. Addirittura l'obiettivo FL 1200 mm, f/11 compare per la prima volta sul mercato nel giugno 1972 e rimane in listino fino alla fine degli anni settanta.

## Montaggio e funzionamento
L'attacco FL introduce, rispetto al precedente attacco R, un sistema di collegamento meccanico aggiuntivo tra corpo macchina ed obiettivo. Tale collegamento, in forma di leva e posizionato al di sotto del box specchio, permette al corpo macchina di pilotare autonomamente la chiusura del diaframma. Quest'ultima avviene quindi solo al momento dello scatto, mentre la composizione è effettuata lavorando a tutta apertura avendo così nel mirino un'immagine della massima luminosità possibile. Per la lettura esposimetrica è comunque necessaria la chiusura del diaframma al valore impostato (lettura in stop-down), cosa che avviene durante l'azionamento dell'esposimetro stesso.
La preselezione del diaframma può essere disinserita per utilizzare gli obiettivi FL su corpi macchina con attacco R, oppure nell'uso di anelli adattatori, di soffietti di prolunga o di anelli di inversione; in questi casi la leva di accoppiamento deve essere premuta manualmente fino al blocco, mentre in alcuni obiettivi è presente una leva già adattata.

## Confronto con la Super-Canomatic
Nella Super-Canomatic, che monta un obiettivo con attacco R, è possibile chiudere il diaframma al valore preimpostato solo una volta per ogni scatto effettuato, dopodiché il sistema deve essere nuovamente armato mediante il meccanismo di trasporto della pellicola. Per questo motivo non è possibile effettuare la misurazione della luce TTL che richiederebbe la chiusura del diaframma una prima volta per la misurazione della luce ed una seconda volta per lo scatto vero e proprio.

## Fotocamere
Canon ha prodotto per il sistema FL le seguenti fotocamere, che possedevano tutte un sistema di misurazione della luce: le FX mediante una fotocellula CdS posta accanto all'allogiamento del pentaprisma, le altre mediante misurazione TTL.
- 1964: FX
- 1964: FP
- 1965: Pellix
- 1966: FT QL
- 1966: Pellix QL
- 1968: TL

## Diffusione
L'attacco FL invecchia molto rapidamente. A cominciare dall'attacco Topcon RE, presentato anch'esso nel 1964, sempre più fotocamere con misurazione esposimetrica a tutta apertura vengono presentate, in particolare la Minolta SR-T 101, modello di successo a cui Canon non può controbattere. Per questi motivi l'attacco FL incontra solo una diffusione moderata e la situazione cambia solo con l'introduzione del successivo attacco FD.

## Obiettivi FL

### Obiettivi per fotocamere particolari

#### FL 19mm, f/3.5
La lente posteriore del Canon FL 19 si trova molto vicina al piano della pellicola, sporgendo quindi molto all'interno del box specchio. Per questo motivo questo obiettivo può essere utilizzato solo con fotocamere dotate di blocco dello specchio in posizione sollevata. L'obiettivo è fornito con un mirino che viene montato sulla slitta flash. Prodotto dall'agosto 1964 fino al novembre 1965, sostituito e da non confondere con l'obiettivo FL 19 con la lettera "R" [retrofocus].

#### FLP 38mm, f/2.8
La lente posteriore dell'obiettivo FLP 38 mm, f/2.8 si trova più vicina del solito al piano della pellicola. Per questo motivo esso può essere usato solo con le fotocamere Canon Pellix dove lo specchio, qui semitrasparente, occupa meno spazio del consueto, poiché è fisso in posizione di lavoro e non può descrivere una traiettoria per ruotare verso l'alto come usualmente avviene.

### Obiettivi alla fluorite
Con l'attacco FL Canon introduce anche i primi teleobiettivi ad alte prestazioni, contenenti elementi in fluorite. I primi modelli sono: FL-F 300 mm f/5,6 e FL-F 500 mm f/5,6 presentati nel 1969. All'inizio del 1974 segue il FL 300 mm f/2,8 S.S.C. Flurite.

#### Obiettivi macro
Gli obiettivi FLM 50 mm f/3,5 e FLM 100 mm f/4 sono obiettivi corretti per riprese ravvicinate e dotati di corsa di messa a fuoco lunga così da poter mettere a fuoco fino ad un rapporto di riproduzione di 1:2. Con un anello di estensione apposito possono raggiungere un rapporto di 1:1.

### Lista degli obiettivi

#### Lunghezza focale fissa
- FL 19 mm, f/3,5
- FL 19 mm, f/3,5 R
- FL 28 mm, f/3,5
- FL 35 mm, f/2,5
- FLP 38 mm, f/2,8
- FLM 50 mm, f/3,5
- FL 50 mm, f/1,8 (due versioni)
- FL 50 mm, f/1,4 (tre versioni)
- FL 55 mm, f/1,2
- FL 58 mm, f/1,2 (due versioni)
- FL 85 mm, f/1,8
- FL 100 mm, f/3,5
- FLM 100 mm, f/4
- FL 135 mm, f/2,5
- FL 200 mm, f/3,5 (due versioni)
- FL-F 300 mm, f/5,6
- FL 300 mm, f/4
- FL 300 mm, f/2,8 S.S.C. Flurite
- FL 400 mm, f/5,6
- FL-F 500 mm, f/5,6
- FL 600 mm, f/5,6
- FL 800 mm, f/8
- FL 1200 mm, f/11

#### Obiettivi zoom
- FL 55 – 135 mm, f/3,5
- FL 85 – 300 mm, f/5

#### Compact Series
- FL 35 mm, f/3,5
- FL 135 mm, f/3,5
- FL 200 mm, f/4,5
- FL 100 – 200 mm, f/5,6 (Zoom)

## Fonti
- Günter Richter: Das Canon reflex System. Laterna magica 1980. ISBN 3-87467-118-6
- Günter Richter: Canon F-1, Heering-Verlag 1977. ISBN 3-7763-3341-3
- (DE) Storia di Canon (PDF) (PDF), su mitp.de. URL consultato il 13 agosto 2011 (archiviato dall'url originale il 13 agosto 2011).